# Duomo di San Nicola di Bari (Gangi)
Il duomo di San Nicola di Bari è il principale luogo di culto ubicato nella piazza San Nicola di Bari nel centro storico di Gangi.

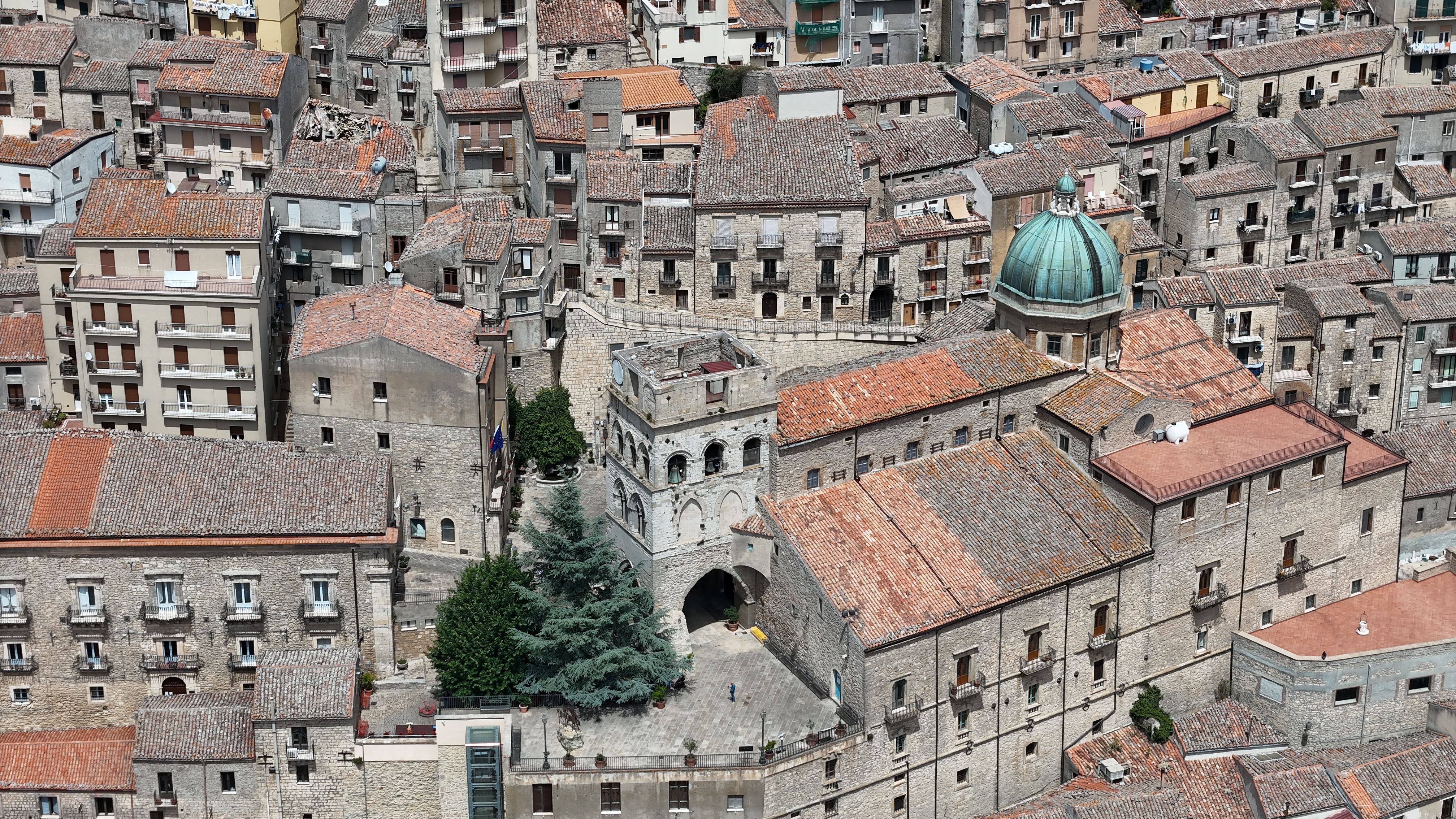
Foto aerea di Gangi e del Duomo di San Nicola

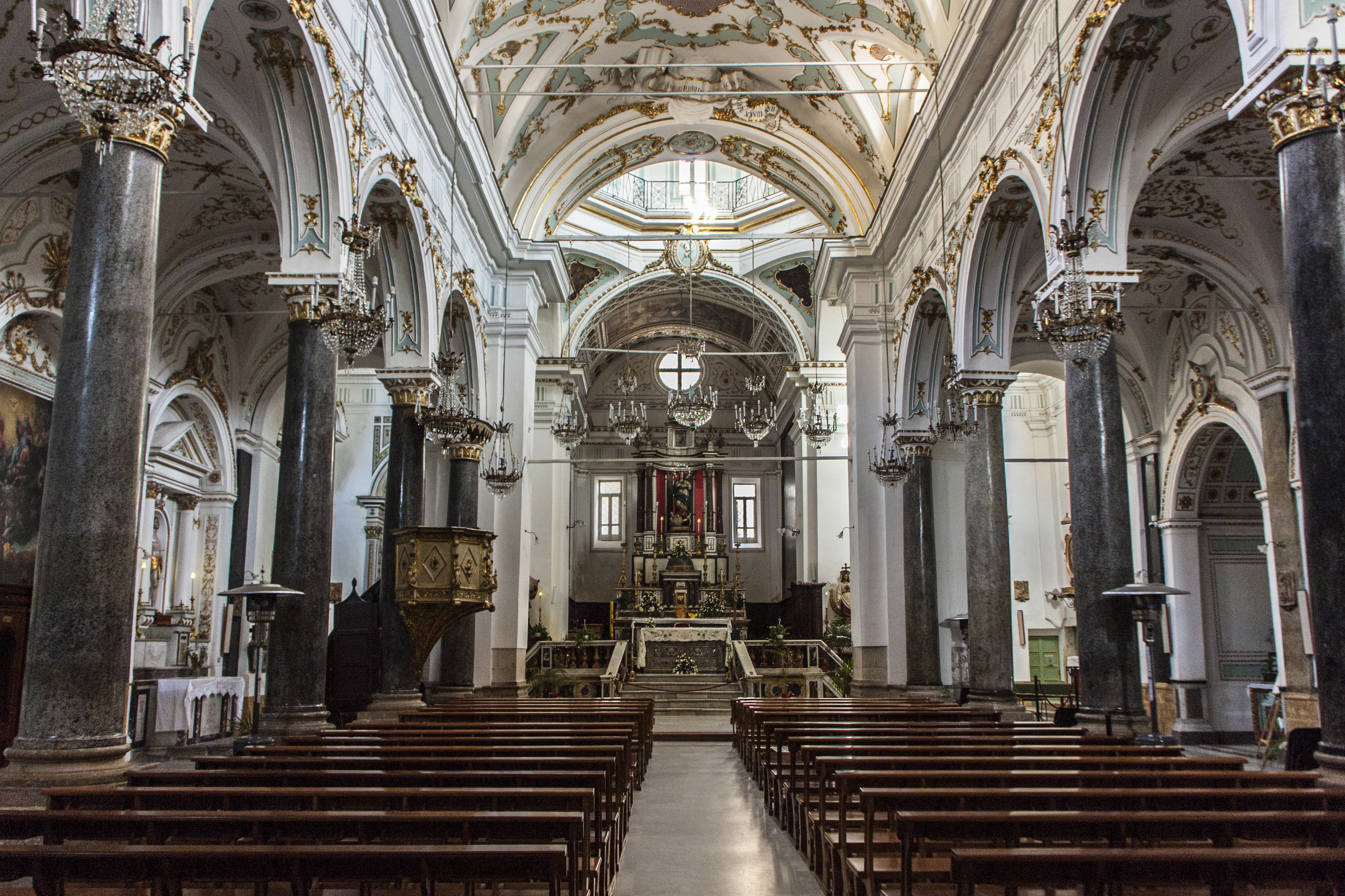
Navata.

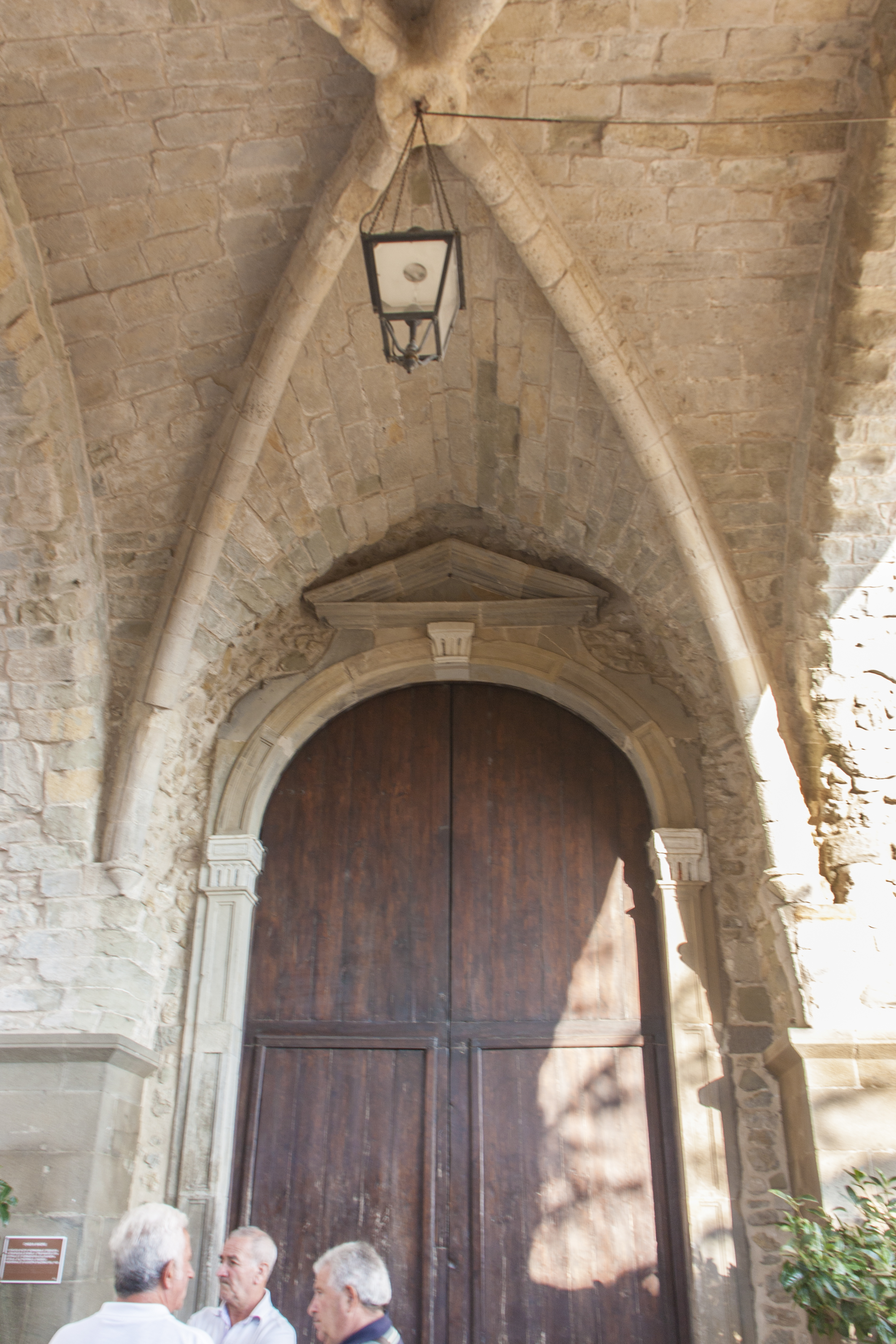
Vestibolo del campanile.

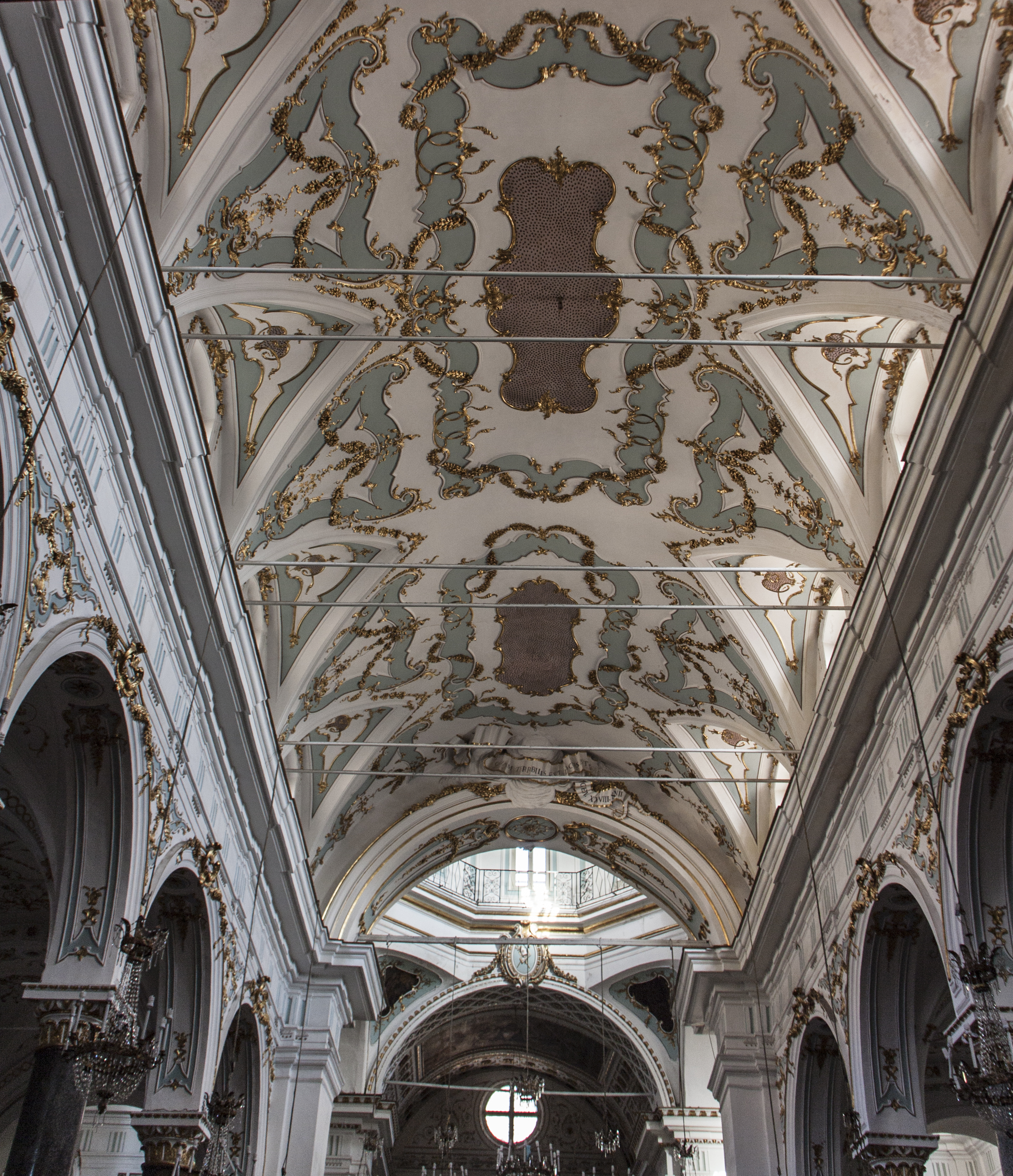
Volta navata.

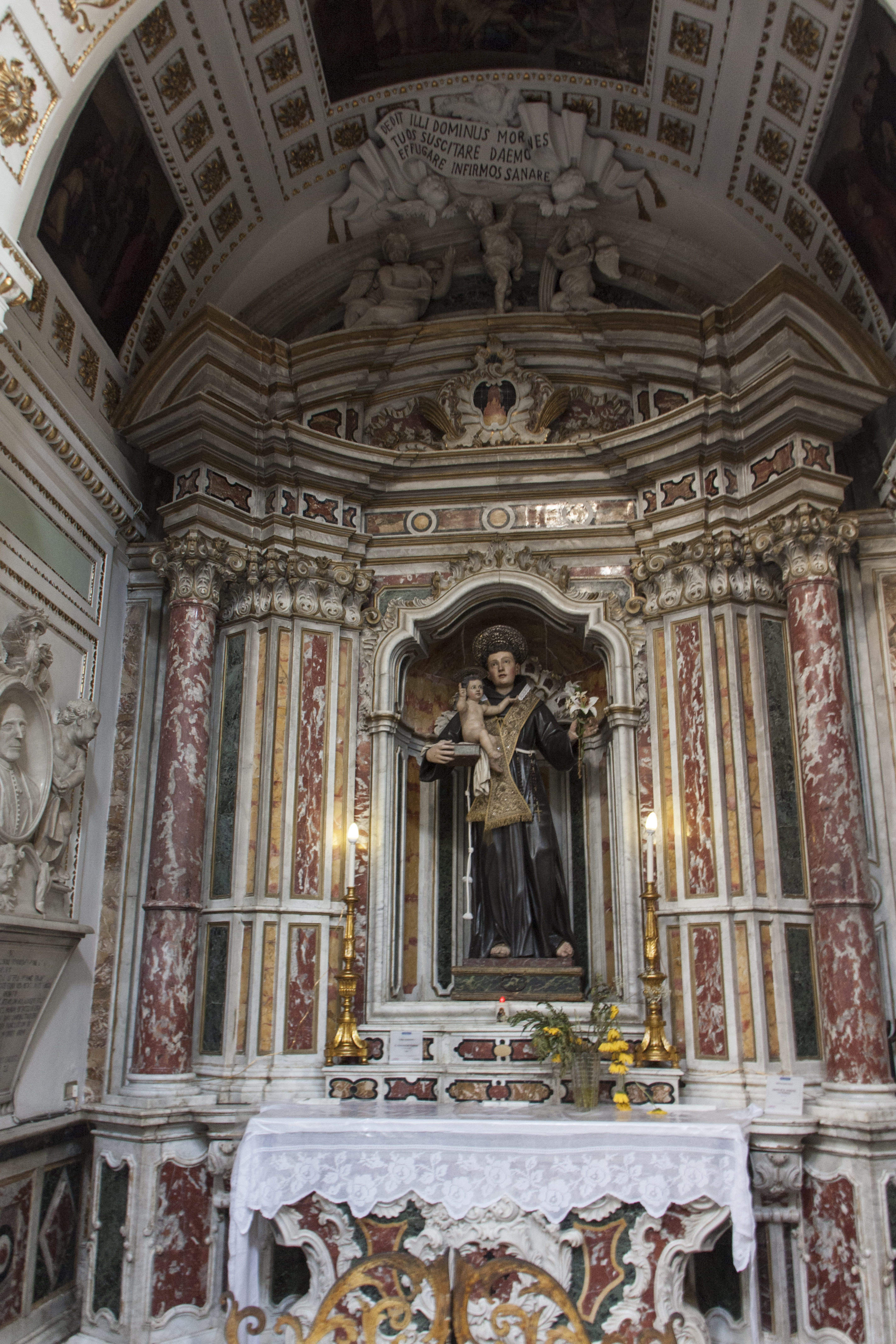
Cappella di Sant'Antonio di Padova.

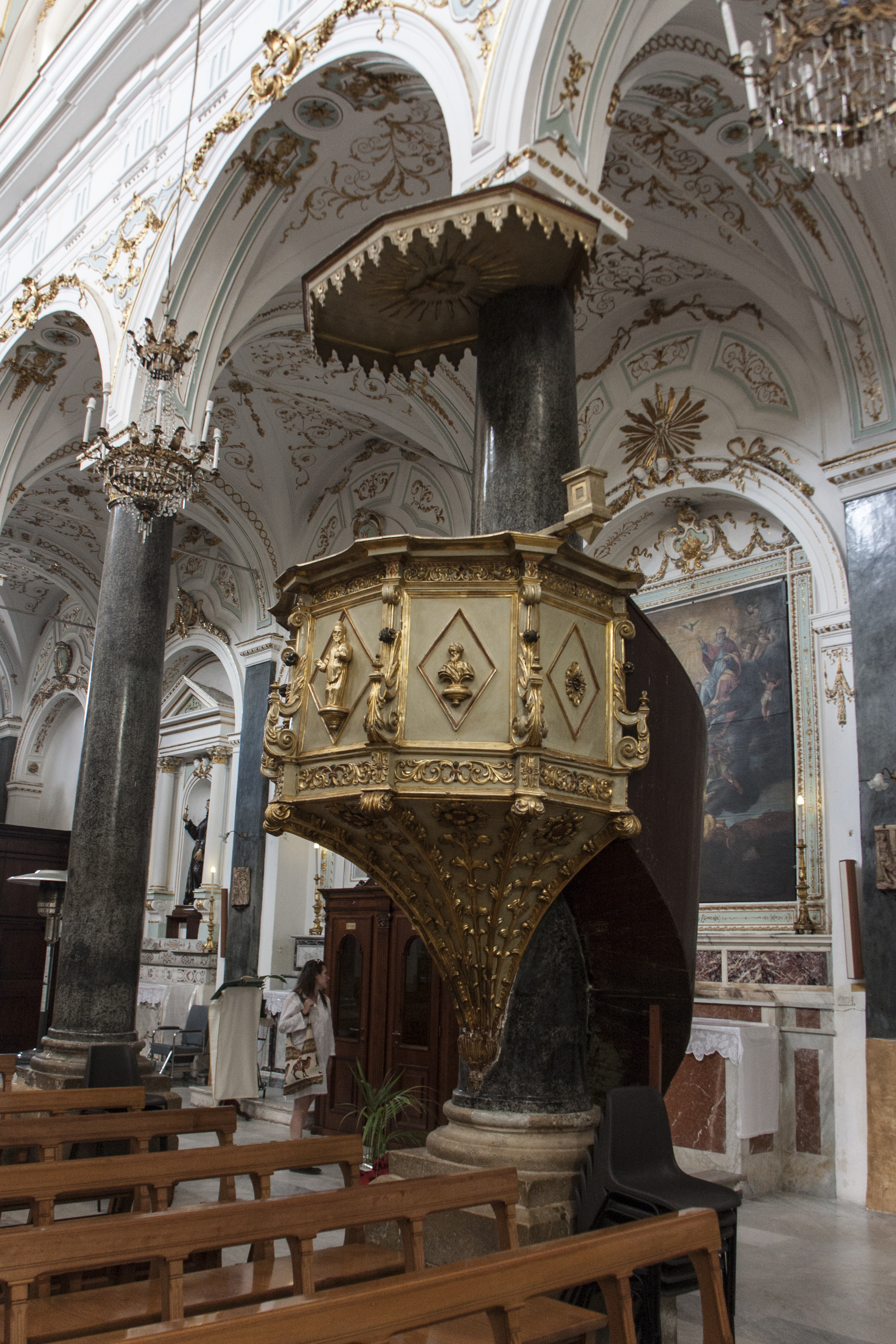
Pulpito.

## Storia

### Epoca normanna
Opinioni in controtendenza definiscono la costruzione intitolata a San Nicolò di Bari fin dalle origini, unica parrocchia e chiesa madre del borgo in epoca normanna.
I simboli araldici (guerriero sulla torre) riconducibile ai Ventimiglia, il grifone alla famiglia Graffeo, le tre stelle dei Bongiorno, quelli degli esponenti della contea e marchesato di Geraci rimandano a nuclei e rami genealogici che in Sicilia affondano le loro radici alla riconquista normanna.
Tuttavia, in assenza di fonti documentali certe e riscontri oggettivi attendibili l'ipotesi delle origini sotto il regno degli Altavilla non trova fondamento.Infatti, l'arabo-normanna Maqara, in realtà Beqara (dall'arabo beqqar, cioè "vaccaro", "bovaro", secondo l'interpretazione di Amari)non sorgeva sul Marone , sito dell'odierna Gangi, ma in altro luogo (per molti, è l'interpretazione più accreditata,  contrada Vaccara-Casalini nei pressi di Sperlinga e Nicosia, in alternativa in una montagnola prospiciente Gangi, c.da Balate). Sul Marone, infatti, non è mai esistita una Maqara-Gangi normanna [M. Siragusa, "La storia di Gangi", Palermo,Bompietro-Locati, 500 g, 2017].

### Epoca aragonese
Nel 1429 la Torre dei Ventimiglia, divenne in breve campanile adiacente al tempio: il pinnaculum. La costruzione era indicata come "ecclesie sancti Nicolai maiori ecclesie di terre". Un pinnacolo gotico è documentato in luogo della primitiva cupola.
La pinnata - porticato coperto al piano terra che si sviluppava lungo il fianco meridionale della chiesa - costruita a ridosso di San Nicolò costituiva il cuore commerciale e politico del borgo insieme al castello trecentesco. Il consiglio cittadino, si riuniva proprio sotto la pinnata, e prima di allora, all'interno della chiesa come attestavano documenti conservati presso il locale archivio storico comunale.

### Epoca spagnola
L'edificio è documentato ad una sola navata, più corta e più stretta di quella odierna, intersecata da transetto con cappellone del presbiterio e bracci dotati di absidi circolari. Esternamente presentava il prospetto a capanna, col tetto a due falde sorretto da capriate lignee.
Secondo il contratto d'opera datato 27 settembre 1654 il Magister Lucas Morina oriundus Terre Militelli et habitator Civitatis Nicoxie fu autore del portale cieco, impropriamente detto di San Sebastiano, manufatto collocato sul prospetto in corrispondenza della navata sinistra.
È probabile che la piccola edicola marmorea - e con essa il culto di San Sebastiano - abbia avuto origine dopo la grave epidemia di peste che nel 1422 sconvolse gran parte della Sicilia.
Con gli adeguamenti post-conciliari assunse impianto basilicale a tre navate con pianta a croce latina, subendo l'allargamento verso la piazza e un allungamento lungo l'asse longitudinale che la portò a inglobare la possente e vetusta torre, divenuta così parte integrante dei fabbricati. La cupola sulla crociera risulta documentata intorno al 1680.
Seguiranno continui rinnovamenti architettonici, in gran parte sotto la direzione dell'architetto gangitano Gandolfo Felice Bongiorno: 
- 1736 - 1737, riconfigurazione del coro con un apparato decorativo in stucco, ornamenti al presente non più esistenti;
- 1738 - 1740, installazione del nuovo organo affidato al palermitano Michele Andronico.

Riconsacrazione alla presenza delle maggiori autorità del tempo (il vescovo di Cefalù Domenico Valguarnera, i principi Valguarnera, l'arciprete La Punzina.
- 1748 - 1750, realizzazione della nuova sagrestia, sopra il nuovo bastione dietro il transetto destro;
- 1758, decorazione a fresco dell'Oratorio del Santissimo Sacramento e dei Cappuccinelli, opera del pittore palermitano Crispino Riggio;
- 1773 - 1779, si annoverano nuovi interventi che comportarono il rifacimento della cupola, compito affidato a mastro Francesco Lo Cascio, a mastro Nunzio Pirrone da Tusa e al gangitano Mariano Castello, sotto la direzione di Gandolfo Felice Bongiorno.

### Epoca contemporanea
La primitiva cupola settecentesca maiolicata fu sostituita - per ragioni statiche - dall'attuale cupola rivestita in lamine di piombo e rame.

## Esterno
Torre dei Ventimiglia oggi campanile.
Nella controfacciata è realizzata la cantoria con organo.

## Interno

### Navata destra
L'ambiente è contraddistinto da profondi vani che costituisco delle vere e proprie cappelle chiuse su tre lati.
- Prima campata.
- Seconda campata:
- Terza campata:
- Quarta campata:
- Quinta campata:

### Navata sinistra
L'ambiente è contraddistinto da altari o nicchie parietali realizzate in arcate.
- Prima campata.
- Seconda campata: Cappella di San Francesco d'Assisi. Nella nicchia è custodita la statua raffigurante San Francesco d'Assisi.
- Terza campata:
- Quarta campata: Cappella delle Anime Purganti. Maria libera anime purganti, dipinto attribuito a Crispino Riggio, opera realizzata nel 1731.
  - Pulpito ligneo addossato alla colonna.
- Quinta campata: Cappella di San Sebastiano. Nella nicchia è custodita la statua raffigurante San Sebastiano.

### Transetto
- Absidiola destra: Cappella della Madonna del Rosario. Al centro la statua marmorea raffigurante la Madonna del Rosario. A sinistra San Domenico di Guzmán, a destra San Vincenzo Ferreri, statue lignee, opere di Filippo Quattrocchi, realizzate nel 1797.
  - Braccio destro.
- Absidiola sinistra: Cappella del Santissimo Sacramento. 
  - Braccio sinistro.

### Presbiterio
Gradinata a due rampe con balaustra in marmo realizzata dal marmoraro catanese Lorenzo Viola, morto a Gangi e verosimilmente sepolto in duomo. Sulla parete destra del cappellone è collocata il Giudizio Universale, olio su tela, opera probabilmente commissionata dopo lo scoppio della peste del 1624, a perenne monito alla popolazione per il pericolo scampato - al pittore Giuseppe Salerno, uno dei due Zoppo di Gangi. Alle pareti dell'abside gli stalli del coro ligneo, opera di Filippo Quattrocchi.
La statua raffigurante San Nicola di Bari, fu realizzata da Scipione Li Volsi nel 1661.

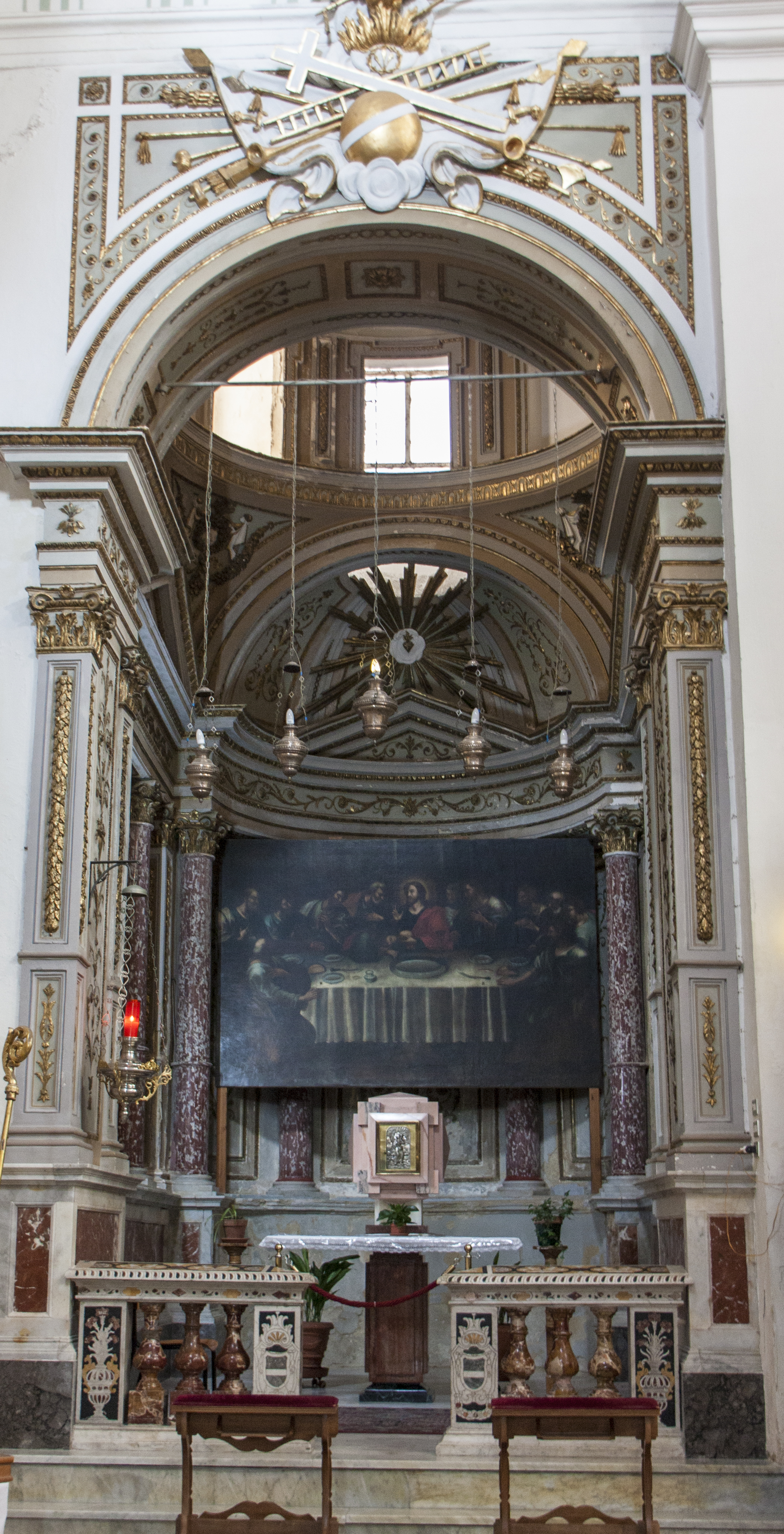
Cappella del Santissimo Sacramento
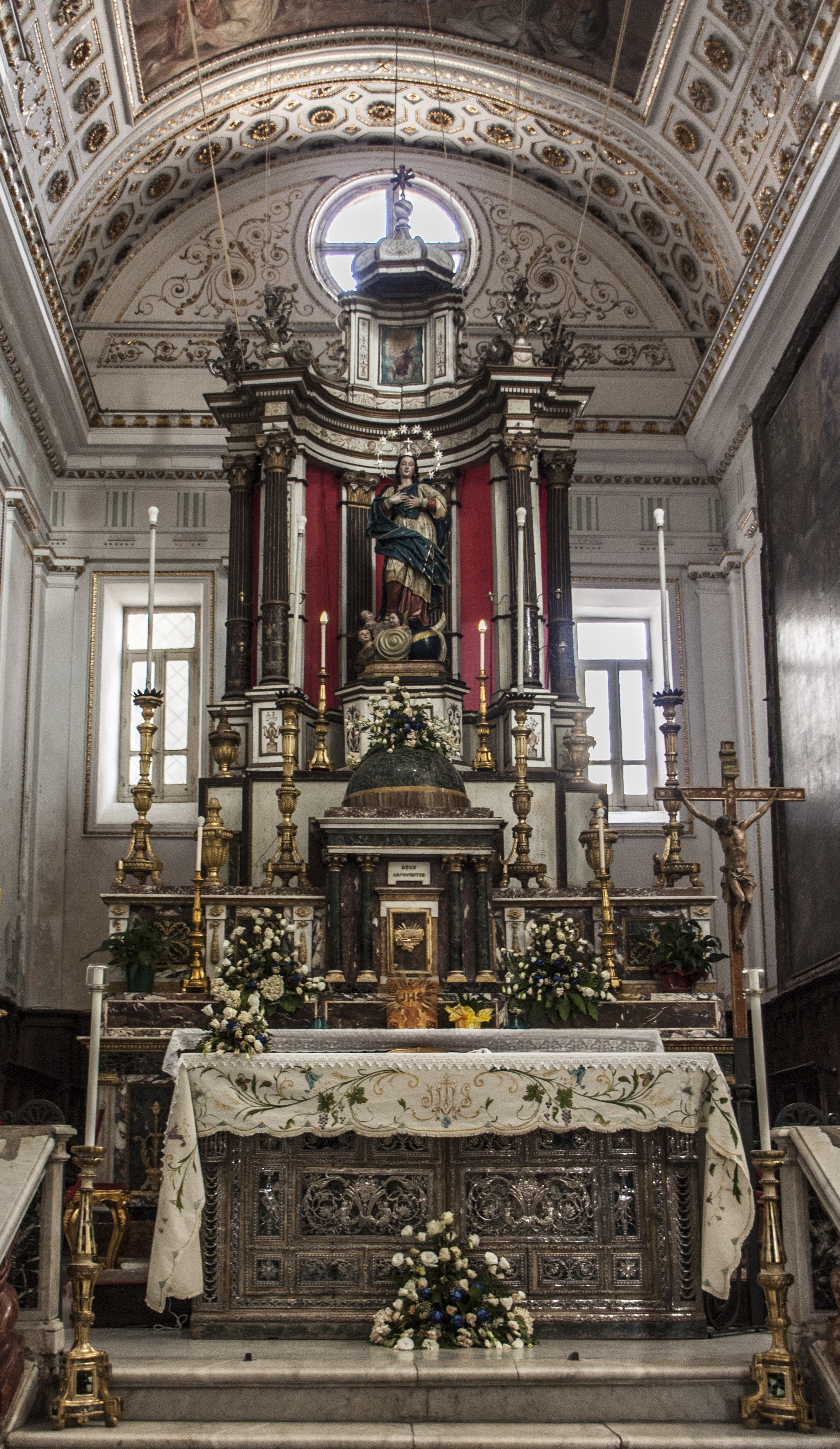
Cappellone di San Nicola di Bari
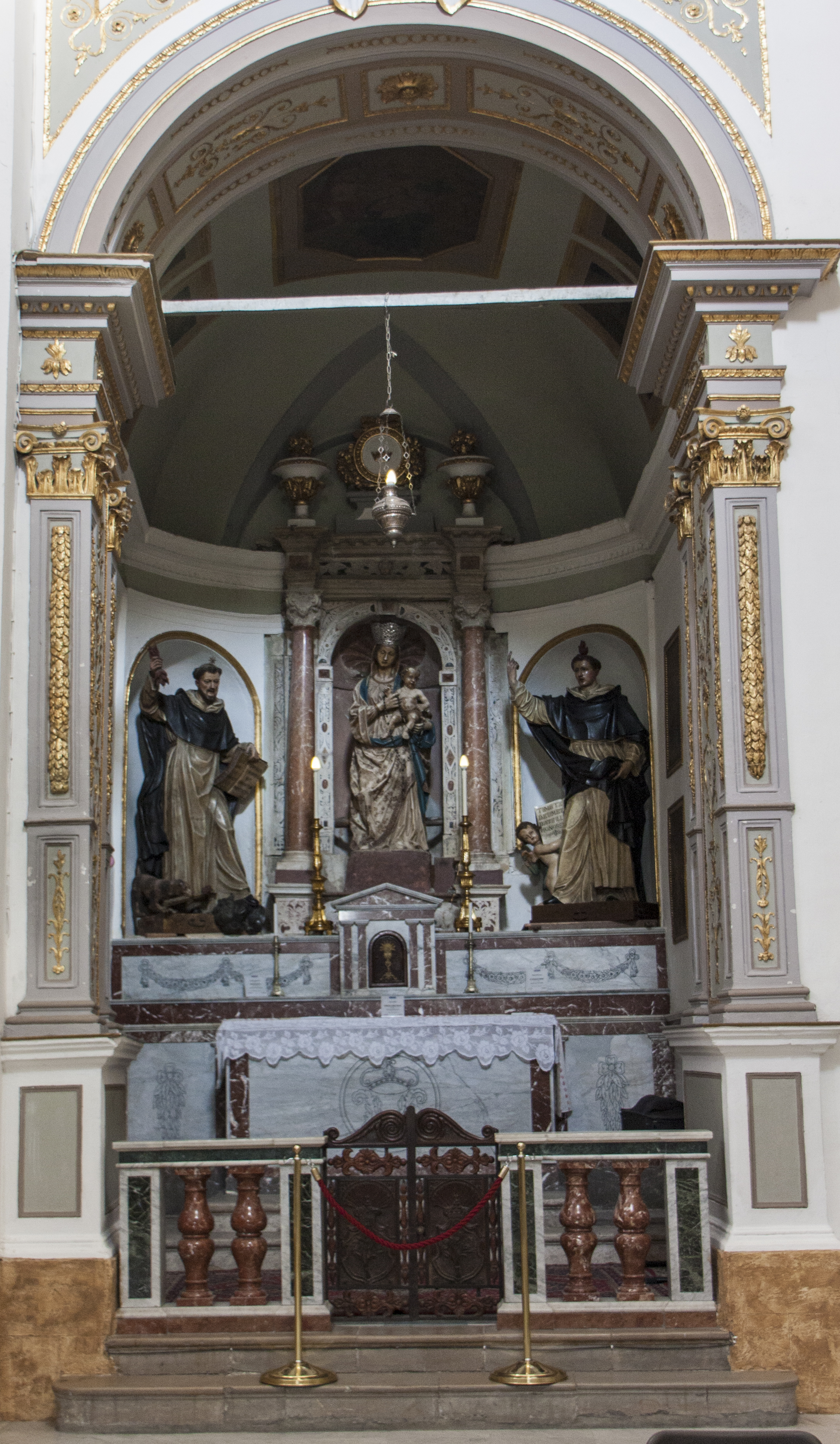
Cappella del Santissimo Rosario

## Sacrestia
Sagrestia. 

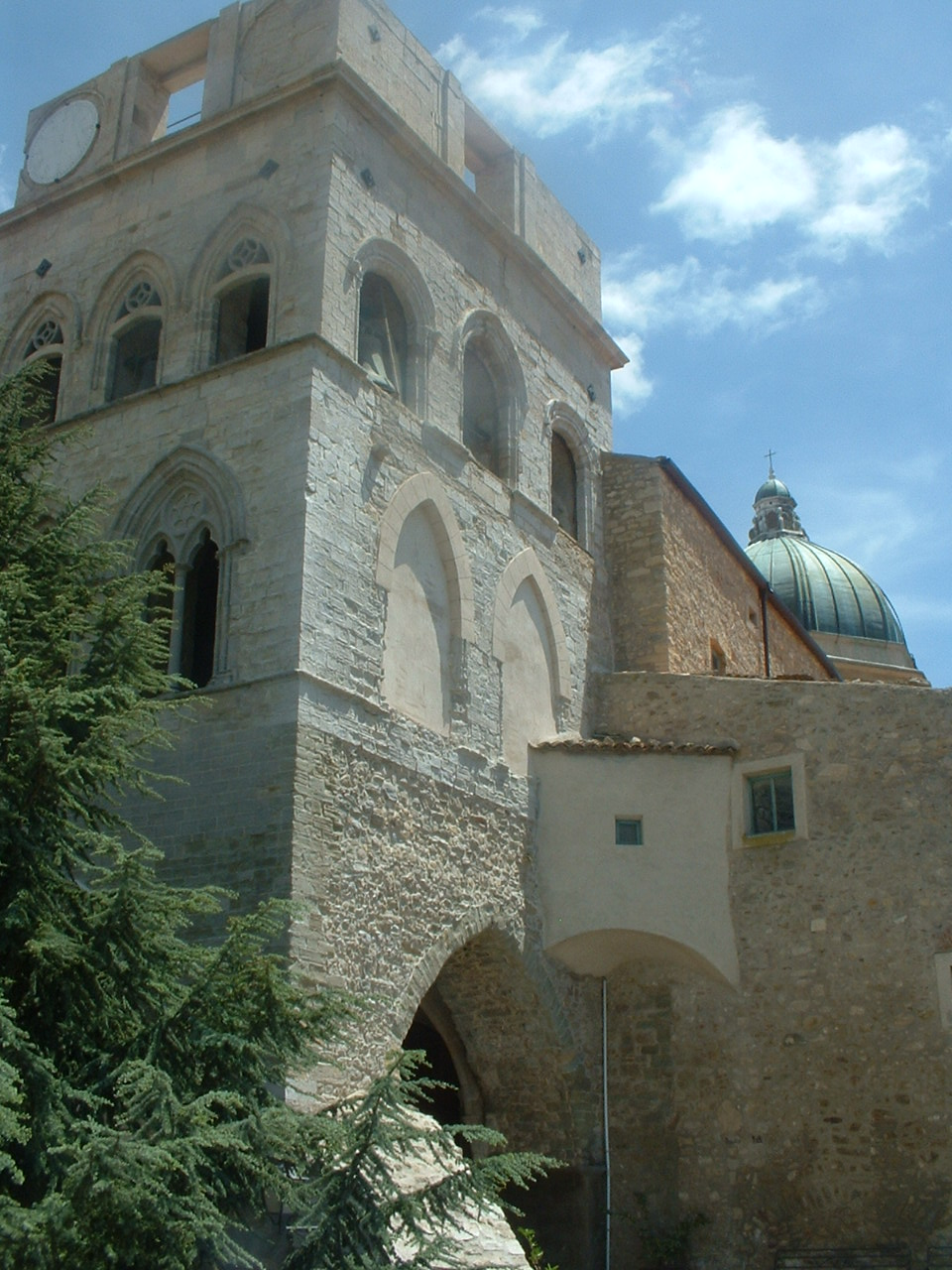
Torre e cupola.

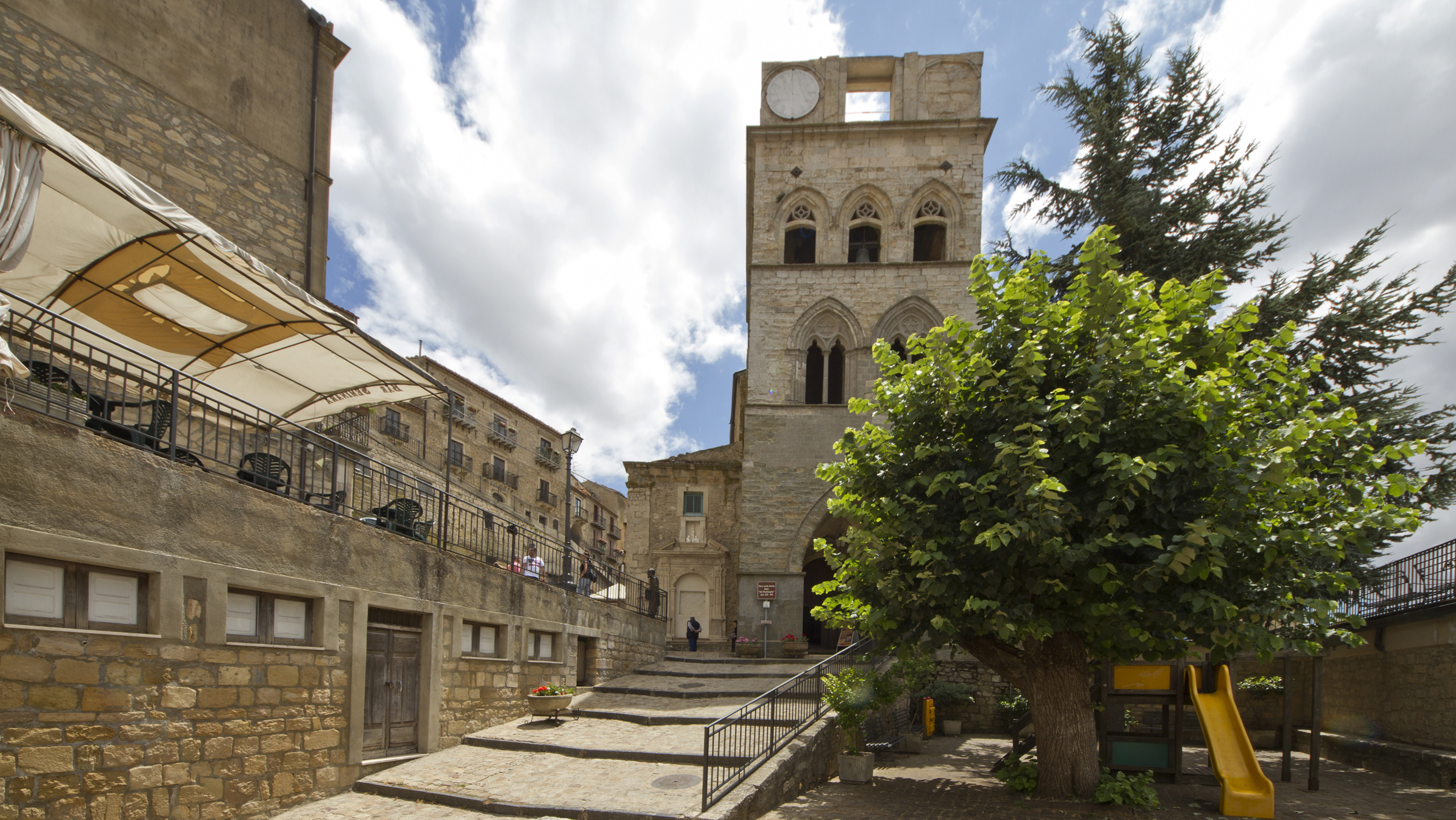
Veduta frontale.

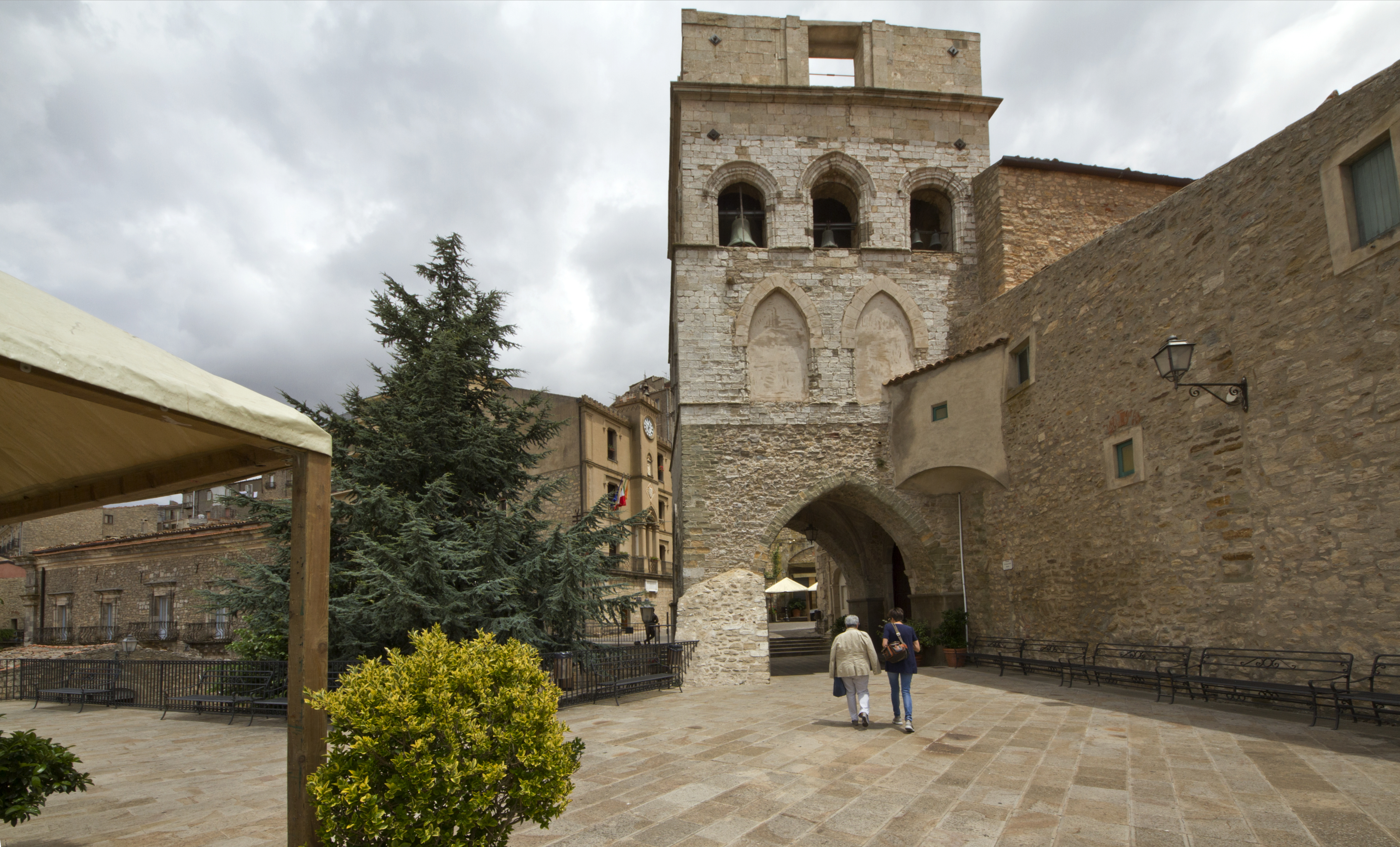
Veduta laerale.

- Madonna delle Grazie, Giuseppe Salerno. Sacrestia, opera proveniente dalla Cappella di Sant'Antonio di Padova.

Con la chiusura dell'antica pinnata fu realizzato un nuovo dammuso (un corpo di fabbrica voltato) dietro il battistero, odierna sede dell'Archivio Storico Comunale.

## Torre
Torre dei Ventimiglia e dei Cavalieri di Malta, fin alla seconda metà del XIX secolo recava i simboli dell'Ordine monastico cavalleresco dei Gerosolimitani.
Risalente al periodo della signoria dei Conti di Geraci. Basamento con funzione di porta urbica, costituito da un quadriportico con fornici ogivali passanti, coperto da una volta a crociera con costoloni (XIII secolo). Primo livello con due bifore per facciata databili al XIV secolo. Secondo livello con tre monofore databili al XV secolo. Il terzo piano fu sopraelevato nel '700 quando il parroco del tempo consentì all'amministrazione comunale di sopraelevare la torre per installarvi un orologio pubblico. I lavori non furono mai portati a termine a causa di una minaccia di crollo che si era manifestata, cessato il pericolo, un orologio sarebbe comunque stato collocato, nel 1758, senza quadranti ma con delle campane segnatempo.
Nel 2005 la torre è stata sottoposta ad un corposo intervento di restauro voluto dal comune di Gangi e sostenuto dalla provincia regionale di Palermo.

## Oratorio del Santissimo Sacramento
Oratorio del Santissimo Sacramento con affreschi del 1758.

## Cripta
Nel sottosuolo del duomo è presente una cripta contenente numerose mummie di ecclesiastici e di alcuni laici, che i gangitani chiamano a fossa di parrini (la fossa dei preti). L'usanza di imbalsamare i preti fu in vigore tra il 1725 e il 1872.

## Confraternite
- Confraternita di Maria Santissima del Rosario detta dei Mastri (1703)
- Confraternita della Santissima Trinità
- Confraternita del Santissimo Sacramento

Confraternite documentate:
- Confraternita dei Cappuccinelli
- Confraternita dei 33